# RCP (réseau)
RCP, acronyme de Réseau à Commutation par Paquets, a été l'outil qui, dans les années 1970, a été utilisé par la Direction générale des télécommunications pour valider la faisabilité technico-économique et l'acceptabilité par les constructeurs d'ordinateurs, d'un service de transmission de données de type circuit virtuel,.
L'expertise acquise sur RCP a permis aux informaticiens du Centre national d'études des télécommunications (CNET), puis du Centre commun d'études de télévision et télécommunications (CCETT), dirigés par Rémi Després, de mettre au point la spécification détaillée du réseau Transpac,. 
Cette expertise leur a aussi permis d'être leaders de la standardisation des réseaux publics pour données qui a abouti, en 1976, à la publication de l'Avis X.25 du CCITT. Les interlocuteurs de cet aboutissement ont été : (1) les Américains de la startup Telenet  (forts de leur expérience sur le réseau pionnier Arpanet, ils avaient spontanément choisi d'offrir eux aussi un service de circuits virtuels) ; (2) les Canadiens du réseau Datapac (ils avaient été convaincus par le CCETT que, même s'ils conservaient en cœur de réseau un mode datagramme, ce qu'ils avaient choisi, un service offert en mode circuit virtuel serait plus apte à une standardisation du protocole d'utilisation du service, d'une part,  et plus utilisable pour l'interconnexion de leur réseau avec d'autres).
Au SICOB de 1976, le CCETT présente  un interfonctionnement opérationnel entre le réseau RCP, resté avec son protocole d'origine, et une préfiguration de Transpac, en X.25, réalisée sur un mini-ordinateur Mitra125. Divers terminaux en mode caractères reliés à RCP utilisent un Iris 80 de la CII raccordé en X.25.